# Keychron
Keychron是一家设计和生产高端计算机外围设备的公司。 Keychron 总部位于香港，仓库位于中国深圳。Keychron 由一群键盘爱好者于 2017 年创立，专门生产從全尺寸到紧凑型机械键盘，并可进行定制。

自成立以来，Keychron已向 80 多个国家的客户推出并交付了35多种键盘型号。 Keychron 键盘得到了有影响力人士的评价和推广，截至 2022 年，该公司的收入已超过 1300 万美元。该公司的产品线包括有线和无线键盘，可满足各种用户的偏好。 Keychron的键盘以其热插拔开关而闻名，使用户可以轻松自定义打字体验。
该公司受到Reddit等键盘社区用户的批评。一些用户报告了质量控制不一致的情况，例如按键失效。客户支持回复电子邮件的速度很慢，客户需要自掏腰包支付 40 美元才能将有缺陷的产品运回香港。